# Weißbunter Rabe

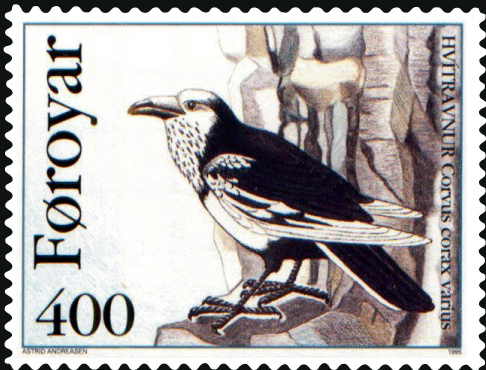
Weißbunter Rabe auf einer Briefmarke der Färöer

Der Weißbunte Rabe war eine besondere Farbmorphe der nordwestlichen Unterart Corvus corax varius des Kolkraben. Der Weißbunte Rabe kam nur auf den Färöern vor und gilt seit Mitte des 20. Jahrhunderts als ausgestorben.
Der Weißbunte Rabe heißt auf Färöisch hvítravnur, was wörtlich Weißrabe bedeutet. Wie sein „Vetter“, der Färöische Kolkrabe, war der Weißbunte Rabe ebenfalls schwarz, aber mit großen weißen Federpartien, die mit vereinzelten schwarzen Federn durchsetzt waren. Die noch erhaltenen Präparate weisen kleine Unterschiede auf, haben aber alle weiße Partien an Kopf, Flügeln und Bauch. Ihre Beine sind genauso schwarz wie die des schwarzen Raben, ihre Schnäbel jedoch hellbraun.
Es gilt als bewiesen, dass es sich bei dieser Morphe nicht um einzelne Albinos des schwarzen Raben handelte, sondern um eine beständig vorkommende Population.
Vermutlich lebte der Weißbunte Rabe spätestens seit dem Mittelalter auf den Färöern. Er wurde oft beschrieben. Die älteste Quelle ist die färöische Ballade Fuglakvæði eldra aus der Zeit vor 1500, die 40 Vogelarten erwähnt, darunter sogar den Riesenalk. Unter anderem wird der Weißbunte Rabe auch in den Färöer-Beschreibungen von Lucas Debes (1673) und Jens Christian Svabo (1781/82) erwähnt. Auch Carl Julian von Graba berichtete 1828 von zehn Exemplaren, die er selbst gesehen habe, und beschrieb ihn als recht häufig. Allerdings war der schwarze Färöische Kolkrabe zu allen Zeiten häufiger.
Dem ersten färöischen Maler, Díðrikur á Skarvanesi (1802–1865), der für seine Vogeldarstellungen bekannt war, ist eine Abbildung des Weißbunten Raben zu verdanken, die heute noch im Kunstmuseum der Färöer zu sehen ist.
Der Weißbunte Rabe war wegen seiner Seltenheit ein begehrtes Sammlerobjekt ausländischer Sammler, folglich ging sein Bestand durch Jagd immer mehr zurück. Zum Beispiel wird aus dem 19. Jahrhundert berichtet, dass der Gemeindevorsteher Hans Christopher Müller für ein präpariertes Exemplar aus Nólsoy zwei Dänische Reichstaler bezahlte.
Eines der letzten Exemplare wurde am 2. November 1902 auf Mykines getötet. Im Herbst 1916 wurde noch ein Weißbunter Rabe bei Velbastaður und auf Koltur gesehen. Das letzte bekannte Exemplar tauchte im Schneewinter 1947 und dann noch einmal in der zweiten Jahreshälfte 1948 auf Nólsoy auf. Aufgrund der gestiegenen Aufmerksamkeit an den letzten Exemplaren ist es unwahrscheinlich, dass es danach noch weitere Individuen gab. Seitdem gilt der Weißbunte Rabe als ausgestorben.
Heute existieren weltweit noch 15 bekannte Präparate: 6 in Kopenhagen, 4 in New York, 2 in Uppsala und je 1 in Leiden, Braunschweig und dem Museum für Tierkunde Dresden.
1995 wurde der ausgestorbene Weißbunte Rabe auf einer Briefmarke der färöischen Post verewigt, die von der färöischen wissenschaftlichen Künstlerin Astrid Andreasen gezeichnet wurde.

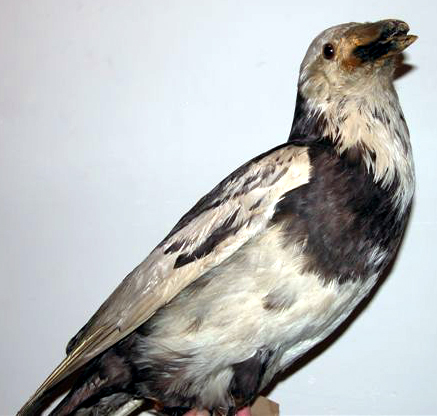
Präparat eines Weißbunten Raben, geschossen auf den Färöern am 24. September 1869. Zoologisches Museum Kopenhagen
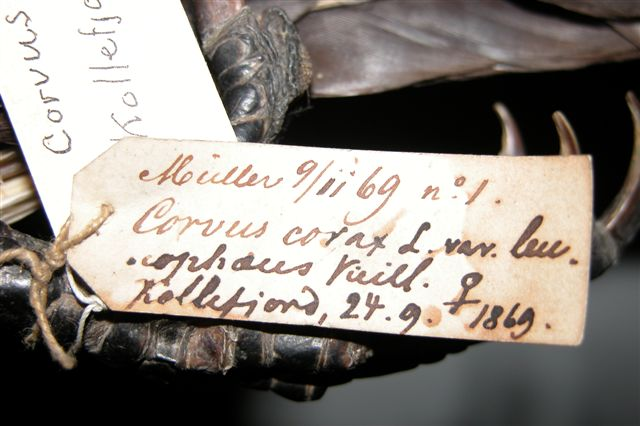
Weißbunter Rabe, Kollafjørður, 24. September 1869. Zoologisches Museum Kopenhagen
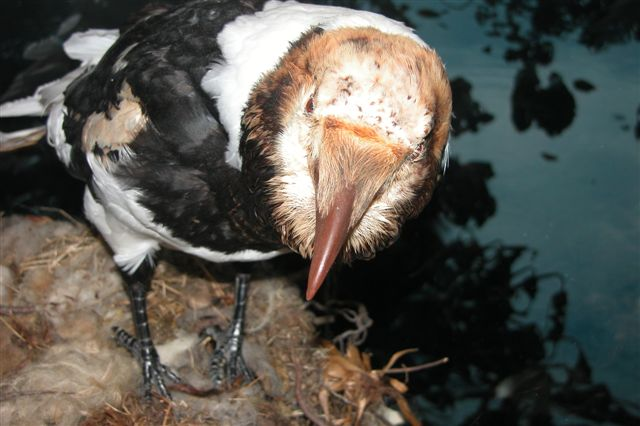
Weißbunter Rabe (Kopie). Føroya Náttúrugripasavn (Färöisches Museum für Naturgeschichte), Tórshavn
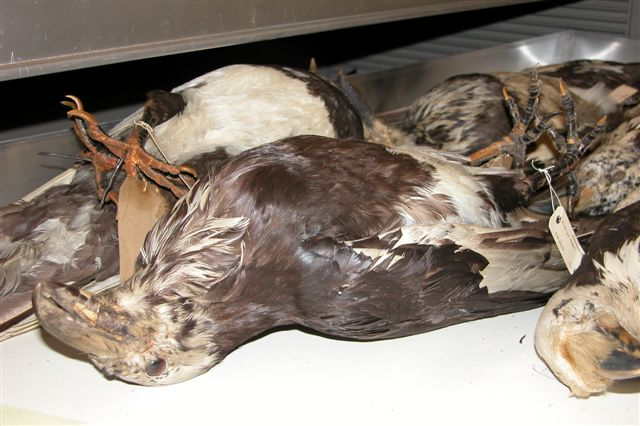
Weißbunte Raben im Zoologischen Museum Kopenhagen